# Grace Moloney
Pour les articles homonymes, voir Moloney.
Grace Moloney, née le 1er mars 1993 à Slough, est une footballeuse internationale irlandaise évoluant au poste de gardienne de but.

## Biographie

### En équipe nationale
Le 11 octobre 2022, elle fait partie de la sélection irlandaise qui se qualifie pour la première fois de son histoire pour une Coupe du monde. L'Irlande bat l'Écosse 0-1 à Hampden Park. Moloney fait partie des remplaçantes. Elle n'entre pas sur le terrain.
En juin 2023, elle est sélectionnée pour disputer la coupe du monde 2023 en Australie.